# Terry Riley
 Der er for få eller ingen kildehenvisninger i denne artikel, hvilket er et problem. Du kan hjælpe ved at angive troværdige kilder til de påstande, som fremføres i artiklen.

Terry Riley (født 24. juni 1935) er en amerikansk minimalistisk komponist og musiker.
Riley har skrevet mange værker for ensembler, soloværker for keyboard og sopransaxofon samt strygekvartetter. I 1980'erne begyndte han at skrive musik med en blanding af indiske og vestlige træk, hvilket især fremgår af en opera fra 1990'erne og nogle klaverværker.

## Udvalgte værker
- A Rainbow in Curved Air
- The Harp of New Albion (1986)
- In C (1964) var måske det første stykke musik i den minimalistiske stil.[1]
- Shri Camel (1980)
- Salome Dances for Peace
- Chanting the Light of Foresight
- Persian Surgery Dervishes
- Sun Rings
- Church of Anthrax, med John Cale